# Tramore
Tramore (irisch Trá Mhór; das bedeutet „großer Strand“) ist eine Küstenstadt im Südosten Irlands im County Waterford. Sie ist 13 km von der Stadt Waterford und 6 km vom Flughafen Waterford entfernt. Am Hang der die Tramore Bay nordwestlich begrenzenden Hügel gelegen, hat man von den höher gelegenen Stadtteilen eine gute Sicht über die Bucht. Der lange Sandstrand ist in der Mitte durch den Zulauf zu einer Lagune, der Cúl Trá (Back Strand), unterbrochen.

## Stadtgeschichte
Sehenswert ist die neogotische Kirche, die von 1856 bis 1871 unter Leitung von J. J. McCarthy erbaut wurde. Bis zur Erschließung der Stadt über den Bau einer Eisenbahntrasse im Jahr 1893 war Tramore ein kleines Fischerdorf. Die Stadt wurde dann als touristisches Ausflugsziel entdeckt und erlebte einen bescheidenen Aufschwung. Die Eisenbahnlinie war dabei ursprünglich nur 7 Meilen (ca. 12 Kilometer) lang und mit keinem anderen Schienennetz verbunden. Sie führte vom Bahnhof in Waterford zur Endstation in Tramore.

Blick auf die Tramore Bay

## Heutiges Stadtbild
Tramore ist heute ein Tourismusort mit dem entsprechenden Stadtbild. Die Stadt bietet einen drei Meilen langen Sandstrand, eine Promenade mit Imbissbuden und einen kleinen Freizeitpark. Bekannt ist Tramore zusätzlich für sein Surfgebiet. Der 1967 gegründete T-Bay Surf Club brachte einige nationale und internationale Surfprofis hervor.
Eine Sehenswürdigkeit der Stadt ist der sogenannte Metal Man. Die Installation besteht aus drei auf den Klippen im Westen der Bucht aufgebauten Säulen und einer auf ihr stehenden, seewärts gerichteten metallischen Figur, dem „Metal Man“. Aufgestellt wurde sie 1823 von Lloyd’s of London, um Seefahrer vor Untiefen zu warnen. Zwei weitere Säulen wurden, jedoch ohne populären Namen, im Osten auf dem Brownstown Head (Richtung Dunmore East) aufgestellt.

## Veranstaltungen
Seit über 200 Jahren werden in Tramore im August Pferderennen ausgetragen. Während die Pferderennen früher am Strand stattfanden, wurden sie später in einen Mehrzweckparcours verlegt, der im Laufe der Zeit immer weiter ausgebaut und verbessert wurde. Heute wird der Ort auch für andere Veranstaltungen und Feiern genutzt.
Eine weitere Sommerveranstaltung ist das Straßenmusik-Festival Trá Fest.

## Persönlichkeiten
- Edward Phelan (1888–1967), Funktionär der Internationalen Arbeitsorganisation
- Geraldine Kennedy (* 1951), Journalistin und Politikerin
- Grace O’Sullivan (* 1962), Umweltaktivistin und Politikerin

## In der Nähe liegen
- Portal Tomb von Ballynageeragh
- Dolmen von Gaulstown
- Portal Tomb von Knockeen
- Entrance Grave von Matthewstown